# Петров, Сергей Дмитриевич
Сергей Дмитриевич Петров (род. 10 мая 1980) — российский борец греко-римского стиля. Обладатель и призёр Кубков мира в команде.

## Карьера
В июне 2000 года в Софии на становится чемпионом Европы среди молодёжи, а через три года, выступая уже в составе взрослой сборной России, он побеждает на международных турнирах в Финляндии и Польше. В январе 2006 года в Краснодаре стал бронзовым призёром чемпионата России. В марте 2006 года в Будапеште в составе сборной России стал серебряным призёром Кубка мира.

## Спортивные результаты
- Чемпионат Европы по борьбе среди юниоров 2000 — ;
- Кубок мира по борьбе 2003 (команда) — ;
- Кубок мира по борьбе 2003 — 4;
- Чемпионат Европы по борьбе 2004 — 6;
- Чемпионат России по греко-римской борьбе 2005 — ;
- Кубок мира по борьбе 2005 (команда) — ;
- Кубок мира по борьбе 2005 — 6;
- Чемпионат России по греко-римской борьбе 2006 — ;
- Кубок мира по борьбе 2006 (команда) — ;
- Кубок мира по борьбе 2006 — 4;
- Кубок мира по борьбе 2007 (команда) — 4;
- Кубок мира по борьбе 2007 — 8;
- Чемпионат России по греко-римской борьбе 2007 — ;